# Lúžňanské souvrství

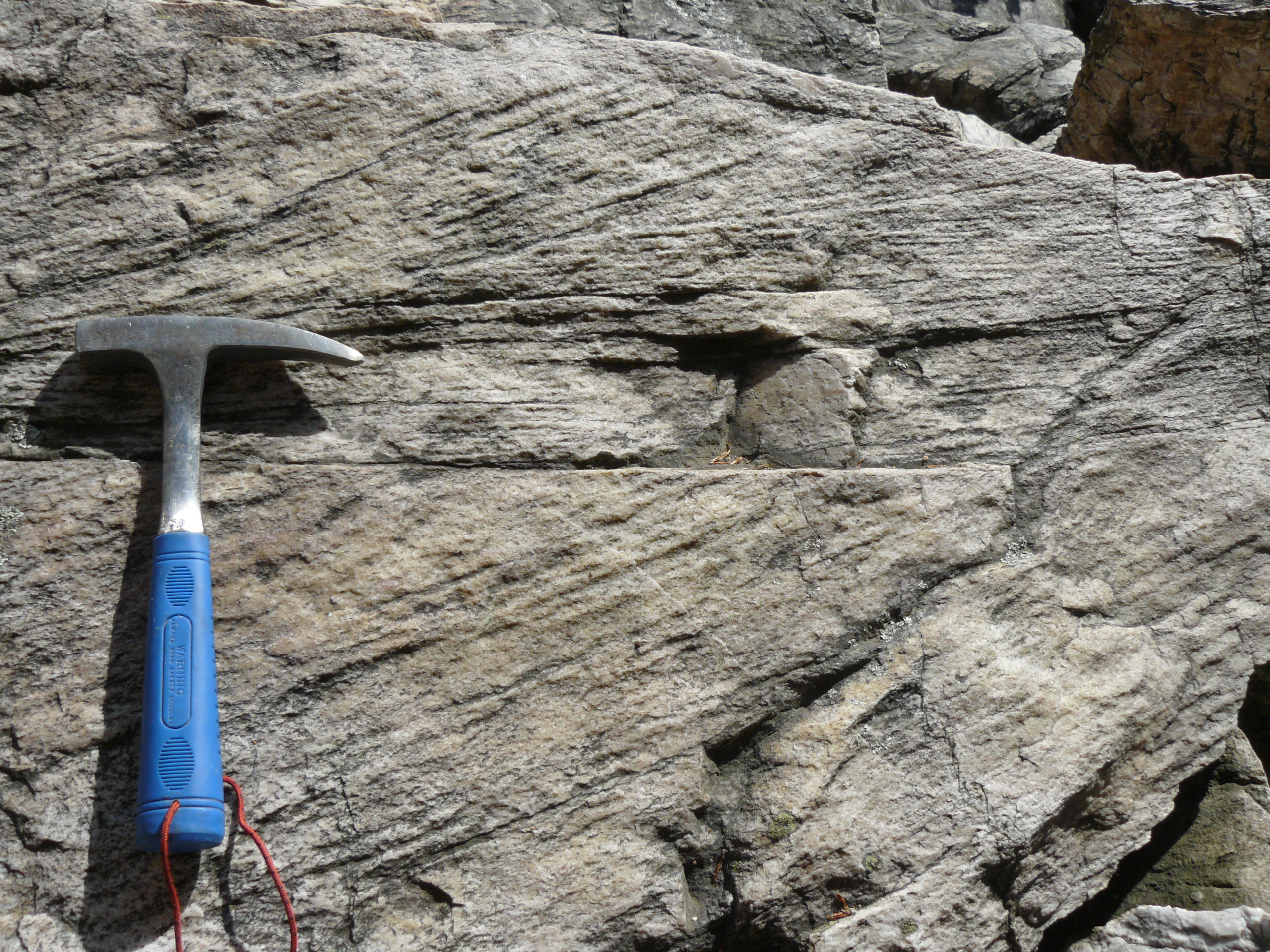
Křížové zvrstvení v triasových křemencích lúžňanského souvrství tatrika. Malé Karpaty, Tři jezdci (687 m n. m.), Severozápadně od Modry. Geologické kladivo je 28 cm dlouhé

Lúžňanské souvrství označované i jako spodnětriasové křemence je souvrství spodnětriasového stáří známé z tektonických jednotek tatrika, fatrika, severního veporika a zemplinika v Západních Karpatech. Souvrství definovala O. Fejdiová v roce 1980. Typové lokality se nacházejí u Liptovské Lúžné (jižně od Ružomberku) a Donoval, na severních svazích Ďumbierských Tater.
Analog lúžňanského souvrství z hronika se nazývá benkovské souvrství. V alpské literatuře jsou jejich ekvivalenty známé jako semeringské kvarcity.

## Horninové složení
Souvrství je tvořeno ze středně až hrubozrnných kvarcitú (křemenných arenitů), arkóz, drob a pískovců, nejčastěji hnědé, ale někdy růžové či šedé barvy. Pískovce jsou převážně masivní, šikmé zvrstvení není obvykle výrazné. Pískovce mají nízký obsah cementu. Pískovce se usazovaly ve fluviálním až mělkomořském prostředí. Vrstevní sled odráží přechod ze silně až středně silných divočících řek (řeky se strmým spádem a větší rychlostí proudění, tvořené spletí mnoha koryt) do písčitých až blátivých pobřežních rovin. Toto pobřeží se vyznačovalo silným působením větru a aridním až semiaridním podnebím.
Rozeznávány jsou tři cykly. První s hrubě až středně zrnitými pískovci střídajícími se s jemnozrnnými slepenci, o celkové mocnosti asi 10–20 metrů. Slepence lúžňanského souvrství tvoří samostatný člen označovaný jako „slepence Zlatého vrchu“. Druhý cyklus se vyznačuje přítomností zelenkavých až červených písčitých břidlic, je mocný 20 až 25 metrů. Vložky břidlic jsou silné asi 5 cm, směrem nahoru se zvyšuje frekvence jejich výskytu, ne však jejich síla. Třetí cyklus tvoří fialové a poměrně jemnozrnné pískovce a prachovcové a písčité břidlice. Dosahuje sílu 10–30 metrů.
Místy, hlavně ve spodní části a též na spodku říčních cyklů, obsahuje vložky slepenců, obvykle obsahující žilný křemen, ale i exotické horniny jako ryolity, ryodacity a jejich tufy nebo klasty s vysokým obsahem turmalínů. Zdrojem těchto hornin bylo zřejmě předpolí Západních Karpat. Zřejmý je většinou směr transportu klastů ze severozápadu až severu generálně na jih a jihovýchod. Směrem na východ klesá velikost klastů. Zdrojem klastického materiálu lúžňanského souvrství je pravděpodobně Armorický nebo Český masiv. Přesné určení této zdrojové oblasti je však komplikované.
Ve svrchních částech souvrství přecházejí pískovce pozvolna do svých jemnozrnnějších variet ale i prachovců a břidlic, případně se zde nacházejí čočky dolomitů nebo rauvaků. Jílovce a jílovité břidlice mají zelenkavou barvu a velký objem písčité příměsi. Místy se dokonce objevují karbonatické pedogénní horizonty.

## Vztah k nadloží a podloží
V některých oblastech (jako například v seleckém bloku Považského Inovce) je možno sledovat pozvolný přechod mezi podložními svrchněpermskými sedimenty (v případě Považského Inovce například krivosúdským souvrstvím) a křemenci lúžňanského souvrství. V mnoha oblastech leží transgresivně přímo na krystaliniku. Jinde, například ve federatské jednotce veporika, souvrství nasedá na podložní predajnianské souvrství diskordantně.

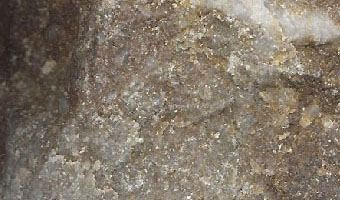
Křemence lúžňanského souvrství tatrika z oblasti Donoval v Nízkých Tatrách

## Mocnost
Mocnost souvrství je variabilní, místy dosahuje jen kolem 30–45 m (na typové lokalitě), běžně 100 m. V tatriku jsou známy výskyty s mocností kolem 200 metrů. Ve veporiku dosahuje jeho síla maximálně 250–300 metrů. Výskyty ve fatriku jsou jen ojedinělé a většinou představují jen zlomek původního vrstevního sledu.

## Stáří souvrství
Věk souvrství se pro nedostatek biostratigraficky vhodných zkamenělin nepodařilo přesně určit. Doposud nebylo uskutečněno ani radiometrické datování. Všeobecně jsou považovány za horniny seiského (griesbach) věku (nejspodnější trias). Autoři tak usuzují na základě superpozice jeho spodních partií v nadloží permských sekvencí a též pozice v podloží střednětriasových karbonátů. Analogické horniny ve Východních Alpách jsou považovány za permo-skytské, teda svrchněpermské až spodnětriasové.